# Élan vital
Élan vital (französisch für etwa „Lebens-Schwung“) ist ein von dem französischen Philosophen Henri Bergson 1907 in seinem Werk L’évolution créatrice („Die kreative Evolution“) geprägter Begriff zur Bezeichnung einer der Evolution und biologischen Lebensprozessen innewohnenden schöpferischen Entwicklungstendenz, die sich ontogenetisch und phylogenetisch als Wille zur Formbildung und Differenzierung manifestieren soll.
Für den Psychologen Eugène Minkowski ist der Élan vital nicht nur ein allgemeiner Lebenschwung, sondern ein gerichtetes Streben nach Verwirklichung einer Handlung oder eines Werkes.